# Coenotes
Coenotes é um gênero de mariposa pertencente à família Bombycidae.